# 二郎庙 (同仁县)
二郎庙，位于中国青海省同仁县隆务镇，为第八批青海省文物保护单位，公布日期为2008年4月10日，类型为古建筑。
二郎庙的历史年代为清。